# Walk on the Wild Side: The Best of Lou Reed
Walk on the Wild Side: The Best of Lou Reed je první kompilační album amerického rockového kytaristy a zpěváka Lou Reeda, dřívějšího frontmana skupiny The Velvet Underground, vydané v roce 1977 u RCA Records.

## Seznam skladeb
1. „Satellite of Love“ – 3:40
2. „Wild Child“ – 4:37
3. „I Love You“ – 2:18
4. „How Do You Think It Feels“ – 3:08
5. „New York Telephone Conversation“ – 1:32
6. „Walk on the Wild Side“ – 4:13
7. „Sweet Jane“ (live) – 4:29
8. „White Light/White Heat“ (live) – 5:01
9. „Sally Can’t Dance“ – 2:53
10. „Nowhere At All“ – 3:11
11. „Coney Island Baby“ – 6:36